# Вяхирево (Шатурский район)
Вя́хирево — деревня в Шатурском муниципальном районе Московской области. Входит в состав Кривандинского сельского поселения. Население — 14 чел. (2010).

## Расположение
Деревня Вяхирево расположена в центральной части Шатурского района, расстояние до МКАД порядка 135 км. Высота над уровнем моря 139 м.

## Название
В письменных источниках деревня упоминается как Вяхиревская, позднее Вяхирево. Кроме того, в конце XIX — начале XX века деревня имело второе название Пятово.
Название связано с некалендарным личным именем Вяхирь.

## История
Впервые упоминается в писцовой Владимирской книге В. Кропоткина 1637—1648 гг. как деревня Вяхиревская Туголесской волости Владимирского уезда. Деревня принадлежала Ивану Владимировичу Хотяинцеву.
Последними владельцами деревни перед отменой крепостного права были титулярная советница Авдотья Петровна Зорина и царевна грузинская Анастасия Григорьевна.
После отмены крепостного права деревня вошла в состав Лузгаринской волости.
После Октябрьской революции 1917 года был образован Вяхиревский сельсовет в составе Лузгаринской волости Егорьевского уезда Рязанской губернии. В сельсовет входила деревня Вяхирево.
В 1925 году Вяхиревский сельсовет был упразднён, а деревня Вяхирево передана Лузгаринскому сельсовету, однако уже в 1926 году Вяхиревский сельсовет был вновь восстановлен. В ходе реформы административно-территориального деления СССР в 1929 году Вяхиревский сельсовет был упразднён, а деревня Вяхирево была передана Лузгаринскому сельсовету, который вошёл в состав Шатурского района Орехово-Зуевского округа Московской области.

## Население
| 1859 | 1868 | 1885 | 1905 | 1926 | 1931 |
| ---- | ---- | ---- | ---- | ---- | ---- |
| 122  | ↗139 | ↗177 | ↗265 | ↘197 | ↗345 |
| 1970 | 1993 | 2002 | 2006 | 2010 |      |
| ↘84  | ↘15  | ↗18  | ↘16  | ↘14  |      |